# Brandtjärnen (Silleruds socken, Värmland)
Brandtjärnen är en sjö i Årjängs kommun i Värmland och ingår i Göta älvs huvudavrinningsområde.